# A. A. Gray
Ahaz Augustus Gray (* 7. September 1881 in Carroll County, Georgia; † 21. Juni 1939) war ein US-amerikanischer Country-Musiker. Gray war ein berühmter Fiddler und Teilnehmer an den Atlanta Fiddler’s Conventions.

## Leben

### Kindheit und Jugend
A.A. Gray wurde in einer kleinen Gemeinde in Georgia geboren. Seine Eltern Matt und Eliza waren keine Musiker; das Musizieren lernte Gray von seinem älteren Bruder, der Fiddle spielte. Gray erinnerte sich später daran: „He taught me part of a piece, and then got mad, because I couldn’t learn any faster, and quit, but I kept tryin’ ’till I picked out the whole tune“. Mit sieben Jahren trat Gray erstmals auf lokalen Barn Dances auf. Mit 25 Jahren heiratete er Clarinda Smith und zog mit ihr nach Tallapoosa. Sie sollten zusammen insgesamt drei Kinder haben. Gray erarbeitete den Lebensunterhalt als Farmer und verdiente sich mit Teilnahmen an Fiddle-Wettbewerben Geld dazu.

### Karriere
In seinem Wohnort und dessen Umgebung war Gray bereits sehr beliebt. Mit seiner Band Gray’s String Band, bestehend aus Gray und Fred Hill an den Fiddles, dem Gitarristen Charlie Thompson sowie Henry West am Banjo, spielte er auf lokalen Veranstaltungen. 1916 gewann Gray erstmals die Atlanta Fiddlers’ Convention; er sollte bis 1935 vier Mal gewinnen, so oft wie kein anderer Fiddler. Während er die Woche über arbeitete, trat er Samstagabends auf Square Dances auf oder unternahm Touren durch Georgia. Nachdem die Radiostation WSB 1922 in Atlanta auf Sendung gegangen war, machte auch Gray dort erste Auftritte, auch wenn diese zur damaligen Zeit noch nicht bezahlt wurden. 1924 spielte er für OKeh Records seine erste Platten ein; Bonaparte’s Retreat und Merry Widow Waltz sollten seine einzigen Solo-Aufnahmen bleiben. Zusammen mit anderen Musikern wie John Dilleshaw ist er jedoch auf einigen weiteren Veröffentlichungen des Labels Vocalion Records zu hören. Zudem wurden einige Sketche nach Vorbild der Skillet Lickers aufgenommen.
In den 1930er-Jahren trat Gray weiterhin auf und war vereinzelt im Radio zu hören, Platten nahm er jedoch keine mehr auf. Gray verstarb am 21. Juni 1939 im Alter von 58 Jahren.

## Diskographie
- 1924: Bonaparte’s Retreat / Merry Widow Waltz
- 192?: Streack-O-Lean, Streack-O-Fat / Tallapoosa Bound (mit John Dilleshaw)
- 192?: Nigger Baby / The Old Ark’s A-Movin’ (mit John Dilleshaw)
- 192?: A Georgia Barbecue At Stone Mountain, Part 1 / A Georgia Barbecue At Stone Mountain, Part 2
- 192?: A Fiddler’s Tryout In Georgia, Part 1 / A Fiddler’s Tryout In Georgia, Part 2